# 레이노어 샤인

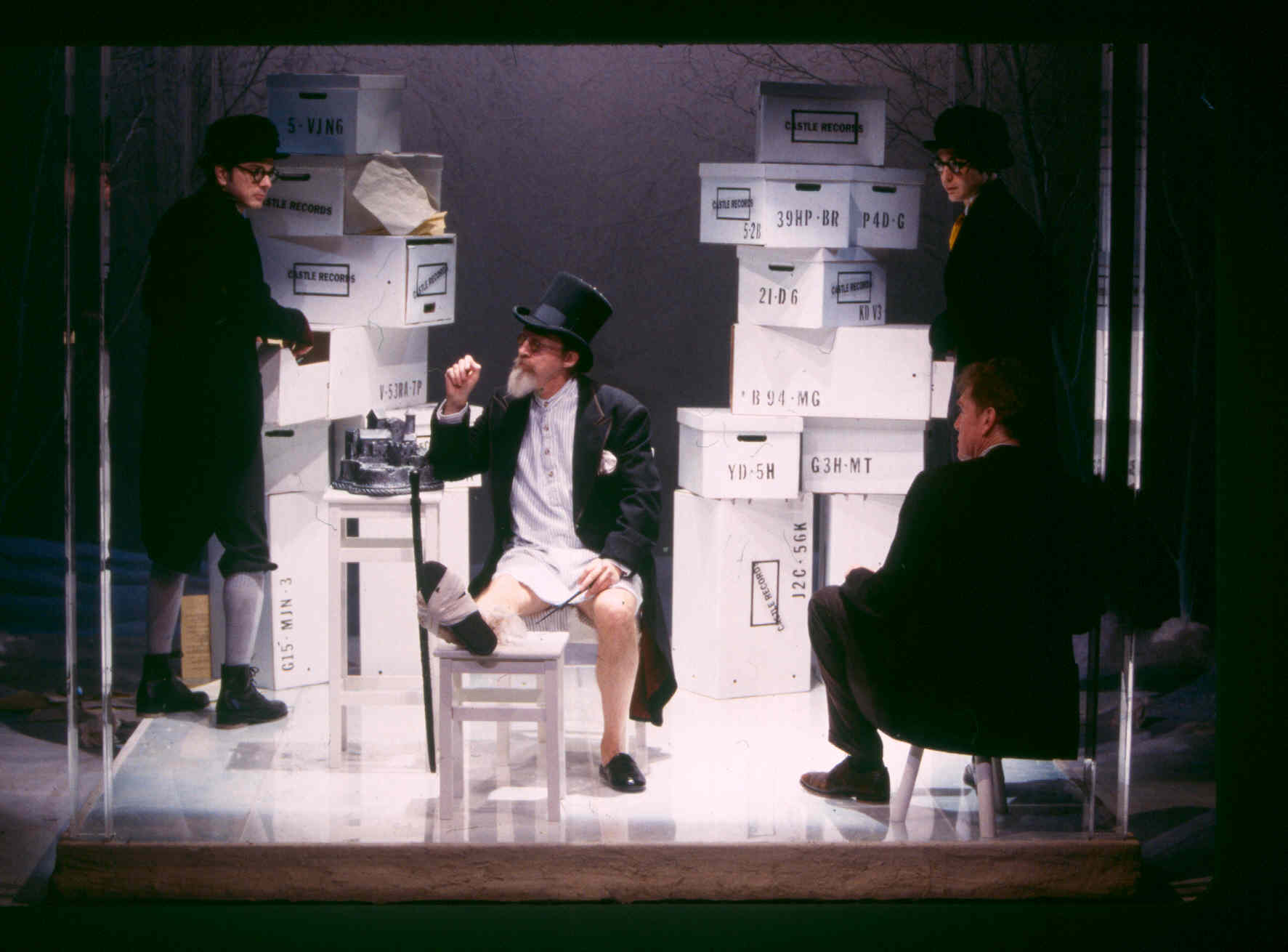

레이노어 샤인(Raynor Scheine, 1942년 1월 19일 ~ )은 미국의 배우이다.
엠포리아에서 태어났다.

## 영화
- 뉴욕 갱스터 (2013년) - 시장 역
- 매직 (2010년)
- 맨 오브 더 이어 (2006년)
- 센티넬 (2006년) - 월터 자비에 역
- 뉴 월드 (2005년)
- 트랜스아메리카 (2005년)
- 루키 (2002년) - 프랭크 역
- 조이 더 킹 (1999년)
- 몬타나 (1998년)
- 두 낚시꾼에게 무슨 일이 생겼나 (1997년)
- 크래쉬 다이브 (1996년)
- 라스트 맨 스탠딩 (1996년)
- 저널 오브 머더 (1995년)
- 퀵 앤 데드 (1995년)
- 반항의 장벽 (1994년)
- 작은 전쟁 (1994년)
- 에이스 벤츄라 (1994년) - 우드스톡 역
- 리얼 맥코이 (1993년)
- 프라이드 그린 토마토 (1992년)
- 나의 사촌 비니 (1992년)
- 유령 아빠 (1990년)
- 시녀 이야기 (1990년)
- 사랑과 배반 (1989, Love and Betrayal)
- 유쾌한 농장 (1988년)
- 욕망의 거리 (1986년)
- 노 머시 (1986년)
- 나인 하프 위크 (1986년)
- 사랑의 상대성 (1985년)
- 상사병 (1983년)
- 아이거 빙벽 (1975년)